# Arcyophora verticalis
Arcyophora verticalis är en fjärilsart som beskrevs av Emilio Berio 1944. Arcyophora verticalis ingår i släktet Arcyophora och familjen trågspinnare. Inga underarter finns listade i Catalogue of Life.